# Andreï Markov (mathématicien)
Pour les articles homonymes, voir Andreï Markov et Markov.
Andreï Andreïevitch Markov (en russe : Андрей Андреевич Марков) (1856-1922) est un mathématicien russe.
Il est considéré comme le fondateur de la théorie des processus stochastiques.

## Biographie
La mère d'Andreï Markov, Nadejda Petrovna, est la fille d'un ouvrier d'État. Son père, Andreï Grigorievitch Markov, membre de la petite noblesse, sert dans le département des forêts, puis devient gestionnaire de domaine privé.
Dans ses premières années, Markov est en mauvaise santé et jusqu'à l'âge de dix ans, il ne peut marcher qu'à l'aide de béquilles. Durant sa scolarité secondaire, il démontre des talents exceptionnels pour les mathématiques mais réussit plutôt mal dans les autres matières. Il écrit son premier article de mathématiques sur la résolution des équations différentielles linéaires mais les résultats qu'il présente ne sont pas nouveaux. Cependant, l'écriture de cet article lui fait rencontrer Korkine (de) et Zolotarev (en), deux des principaux professeurs à l'université, stimulant sa carrière scientifique. 
En 1883, Markov épouse Maria Ivanova Valvatieva. Ils se connaissent depuis l'enfance car elle est la fille du propriétaire de la propriété gérée par son père. Cependant, la mère de Maria Ivanova n'autorise sa fille à se marier avec Markov que lorsque ce dernier a acquis un statut social suffisant. 
Il est le père d'Andreï Andreïevitch Markov, un des fondateurs de l'école russe des mathématiques constructives.

## Carrière scientifique
En 1874, il entre à la faculté de physique et de mathématiques de l'université impériale de Saint-Pétersbourg. Il participe au séminaire dirigé par Korkine et Zolotarev, et assiste à des conférences de Tchebychev, le directeur du département de mathématiques. Celles-ci sont particulièrement stimulantes pour Markov, car Tchebychev encourage souvent une atmosphère de recherche en posant de nouvelles questions et problèmes pour que ses étudiants y réfléchissent.
En 1878, il est diplômé et remporte la médaille d'or pour le meilleur essai sur le thème du prix fixé par la faculté de cette année - Sur l' intégration des équations différentielles au moyen de fractions continues. Il veut dès lors devenir professeur d'université et travaille pour sa maîtrise au cours des deux années suivantes (ce qui est équivalent à un doctorat). Il obtient le diplôme en 1880 pour sa thèse, Sur les formes quadratiques binaires avec déterminant positif. Selon Boris Delaunay, « ce travail, particulièrement apprécié par Tchebychev, représente l'une des plus belles réussites de l'école de théorie des nombres de Saint-Pétersbourg, et peut-être même de toutes les mathématiques russes. Il suffit de rappeler les sortes de questions dans le domaine de l'approximation rationnelle qui, à cette époque, préoccupent les théoriciens les plus éminents de France et d'Allemagne, pour apprécier […] »
Markov commence à enseigner à l'université de Saint-Pétersbourg en tant que privatdozent tout en travaillant pour son doctorat (équivalent à l'habilitation). En 1884, il obtient son doctorat pour sa thèse Sur certaines applications de fractions continues.
Sous la tutelle de Tchebychev et en 1886, il devient membre de l'Académie des sciences de Saint-Pétersbourg.
Ses premiers travaux portent sur la théorie des nombres, les formes quadratiques, les fractions continues, les limites d'intégrales et les convergences de séries.
Ses travaux sur la théorie des probabilités l'amènent à mettre au point les chaînes de Markov qui peuvent représenter les prémices de la théorie du calcul stochastique.
Il prend officiellement sa retraite en 1905, mais continue à enseigner jusqu'à la fin de sa vie.
Dès 1906, il commence ses recherches sur le calcul de probabilités. Il introduit de façon précise les processus aléatoires et démontre rigoureusement le théorème central limite.
Il publie une série d'articles théoriques dans le Bulletin de l'Académie impériale où il présente des modèles successifs et de plus en plus élaborés de probabilités en « chaînes » que l'on nomme « chaînes de Markov ».

### Chaîne de Markov
Le fonctionnement des chaînes de Markov repose sur un principe de prédiction basé sur le modèle stochastique. Les modèles stochastiques tendent à rendre compte de la variabilité des phénomènes à l'aide de probabilités, à l'inverse des modèles déterministes. 
En 1902, il introduit la notion de chaîne dans le but de formaliser des problèmes d'épistémologie et de cryptage. Elles modélisent des phénomènes dynamiques aléatoires dans lesquels le passé n'intervient que via le dernier instant de la chaîne. Il s'agit donc de phénomènes aléatoires à mémoire courte.
Son modèle propose une alternative aux impasses du calcul des probabilités en formalisant les relations existant entre les probabilités de transition permettant ainsi de prendre en compte un ou plusieurs états antérieurs du système considéré.
En 1913, il expérimente son processus dans un cadre de linguistique statistique en utilisant la séquence des 20 000 lettres d'Eugène Onéguine d'Alexandre Pouchkine. Il remarque que l’apparition de celles-ci dépend fortement des précédentes (on parle de contraintes). Cette remarque reste valable quels que soient la langue ou l’alphabet.
Quelque dix années plus tard, presque aveugle, il entreprend le même travail sur les 100 000 premières lettres d'un roman d'Aksakov ; cette étude ne paraît que dans la 4e édition posthume de son manuel Calcul des probabilités (1924).

## Opinions politiques
Markov participe au mouvement libéral en Russie au début du XXe siècle. Dans une série de lettres caustiques aux autorités académiques et étatiques, il proteste contre l'annulation, sur ordre du tsar, de l'élection en 1902 de Maxime Gorki à l'Académie de Saint-Pétersbourg, il refuse de recevoir des décorations (1903) et il repousse son appartenance à l'électorat après la dissolution de la deuxième Douma d'État par le gouvernement (1907). Les autorités choisissent de ne pas faire un exemple de répression sur un académicien âgé et distingué.
Dans le cadre des émeutes d'étudiants en 1908, les professeurs de l'université de Saint-Pétersbourg reçoivent l'ordre de surveiller leurs élèves. Markov refuse d'appliquer ce décret, et écrit une explication dans laquelle il refuse d'être un « agent du gouvernement ». Markov est démis de ses fonctions d'enseignant à l'université de Saint-Pétersbourg, et décide de se retirer de l'université.